# العطسة (فلم)
العطسة هو فيلم كوميدي تلفزي مغربي من إخراج نوفل براوي سنة 2016، وبطولة كل من عزيز داداس، ثريا العلوي، محمد مروازي، خديجة عدلي، حميد نجاح، وآخرون.

## القصة
تدور أحداث الفيلم حول "الميلودي"، الذي يعمل مُدرّسا بإحدى الثانويات، ينتظر تكريمها وزاريا بعد 25 سنة من العمل، وبعد إعلان اسمه ضمن لائحة الأساتذة المكرمين، سيقع في موقف محرج خلال تسلمه وسام التكريم من طرف الوزير، بعدما عطس في وجهه، بطريقة غير متعمدة، مما سيخلق له ارتباكا نفسيا مخافة ردة فعل غير محمودة من طرف الوزير.